# 銅鑼環保公園
銅鑼環保公園位於臺灣苗栗縣銅鑼鄉119縣道上，近銅鑼工業區。因銅鑼鄉公所於2003年起，展開街景綠美化，在鄉內重要道路遍植炮仗花，現今公園旁有個約200公尺的長堤，種滿了炮仗花，每年1~2月花季期間經常吸引遊客前往觀賞。